# Zapizolam
Il zapizolam è un farmaco piridodiazepinico, che è un analogo delle benzodiazepine del gruppo delle piridotriazolodiazepine. Ha effetti sedativi e ansiolitici simili a quelli prodotti dai derivati delle benzodiazepine ed è stato venduto illecitamente come designer drug.